# Брук-ін-Ватерланд
Брук-ін-Ватерланд (нід. Broek in Waterland) — село в нідерландській провінції Північна Голландія. Входить до муніципалітету Ватерланд.
Його площа становить 10,70 км², а населення станом на 2021 рік складало 2 745 осіб.
До 1991 року мало статус окремого муніципалітету.

## Галерея

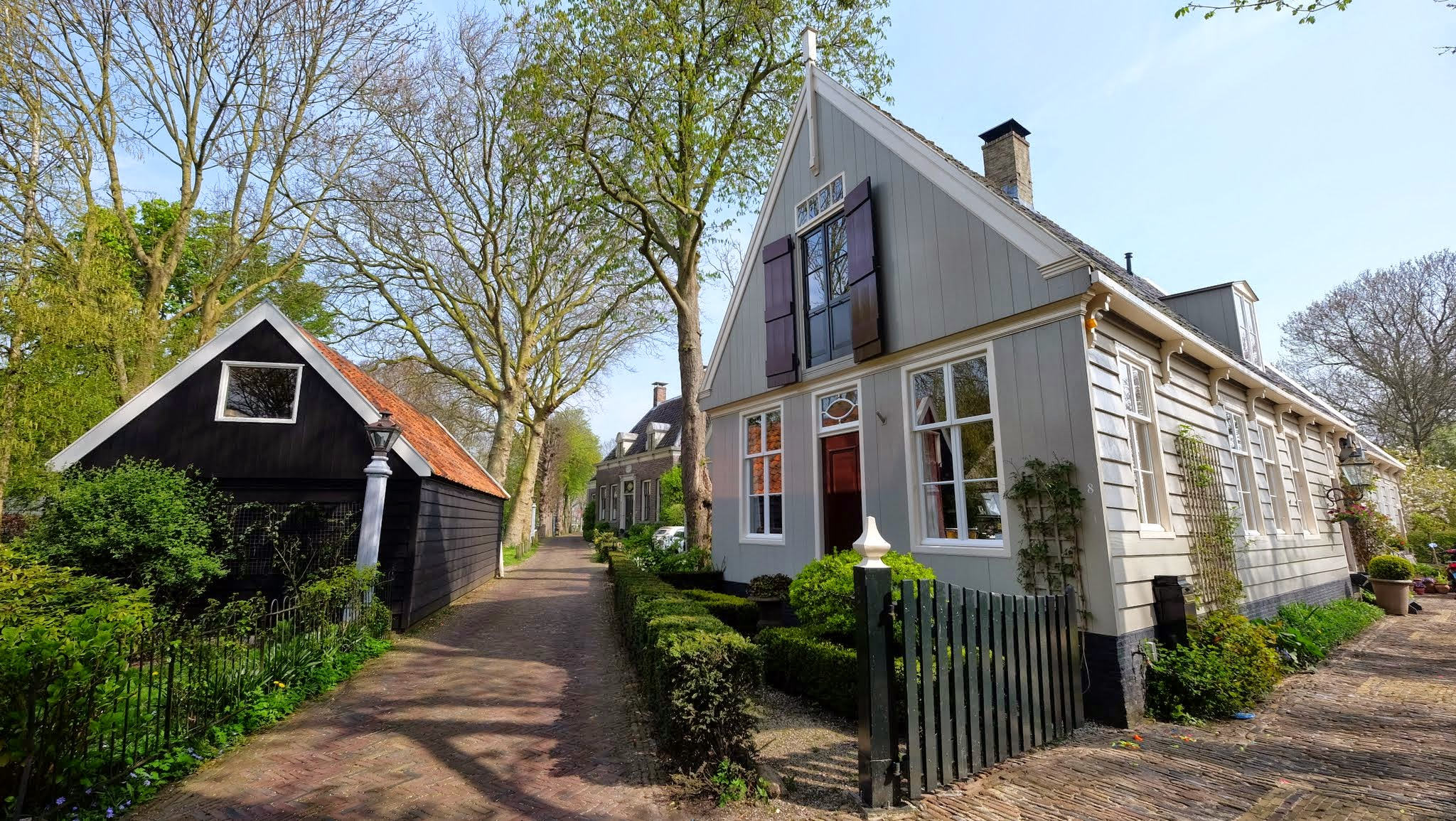
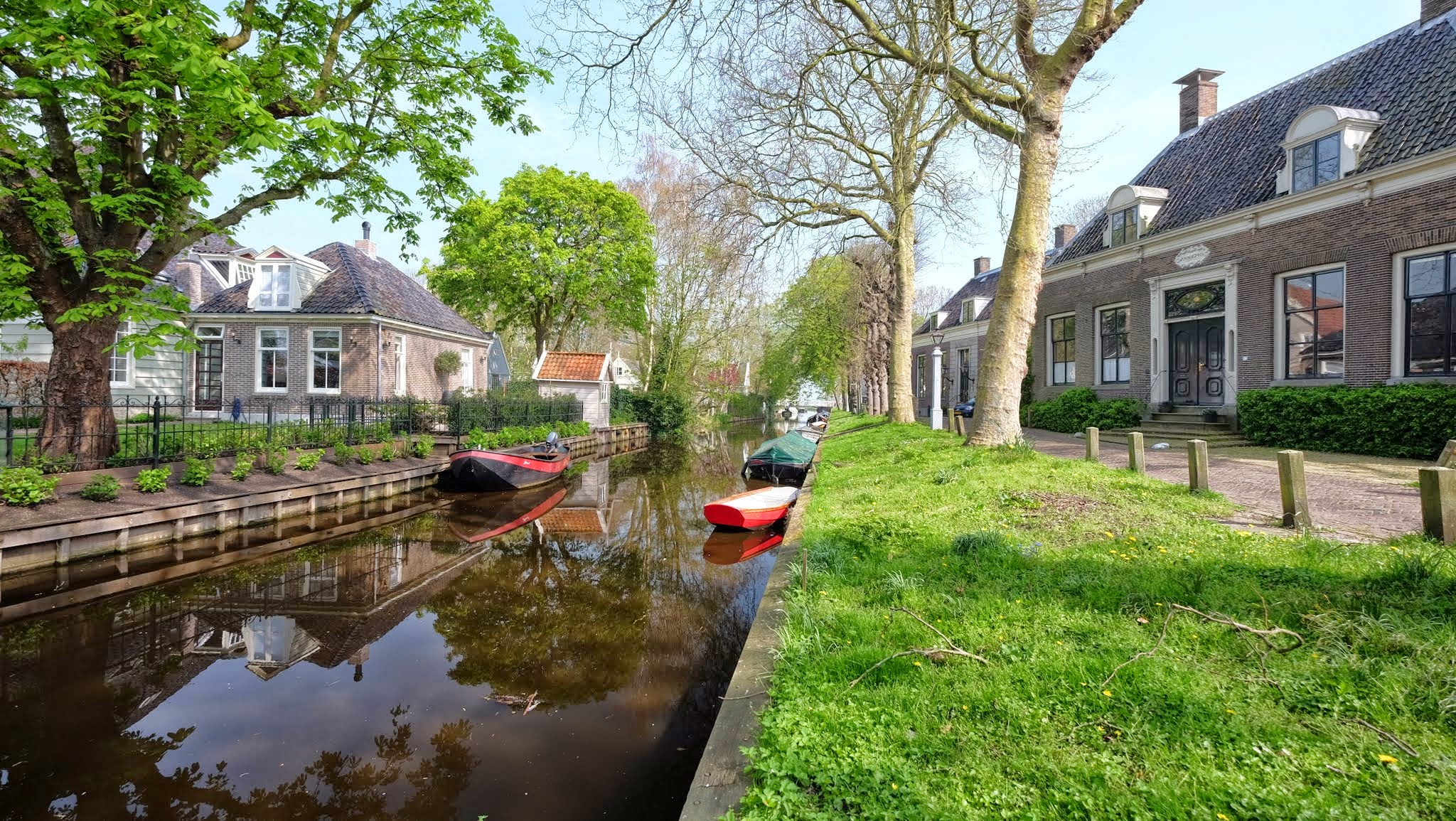
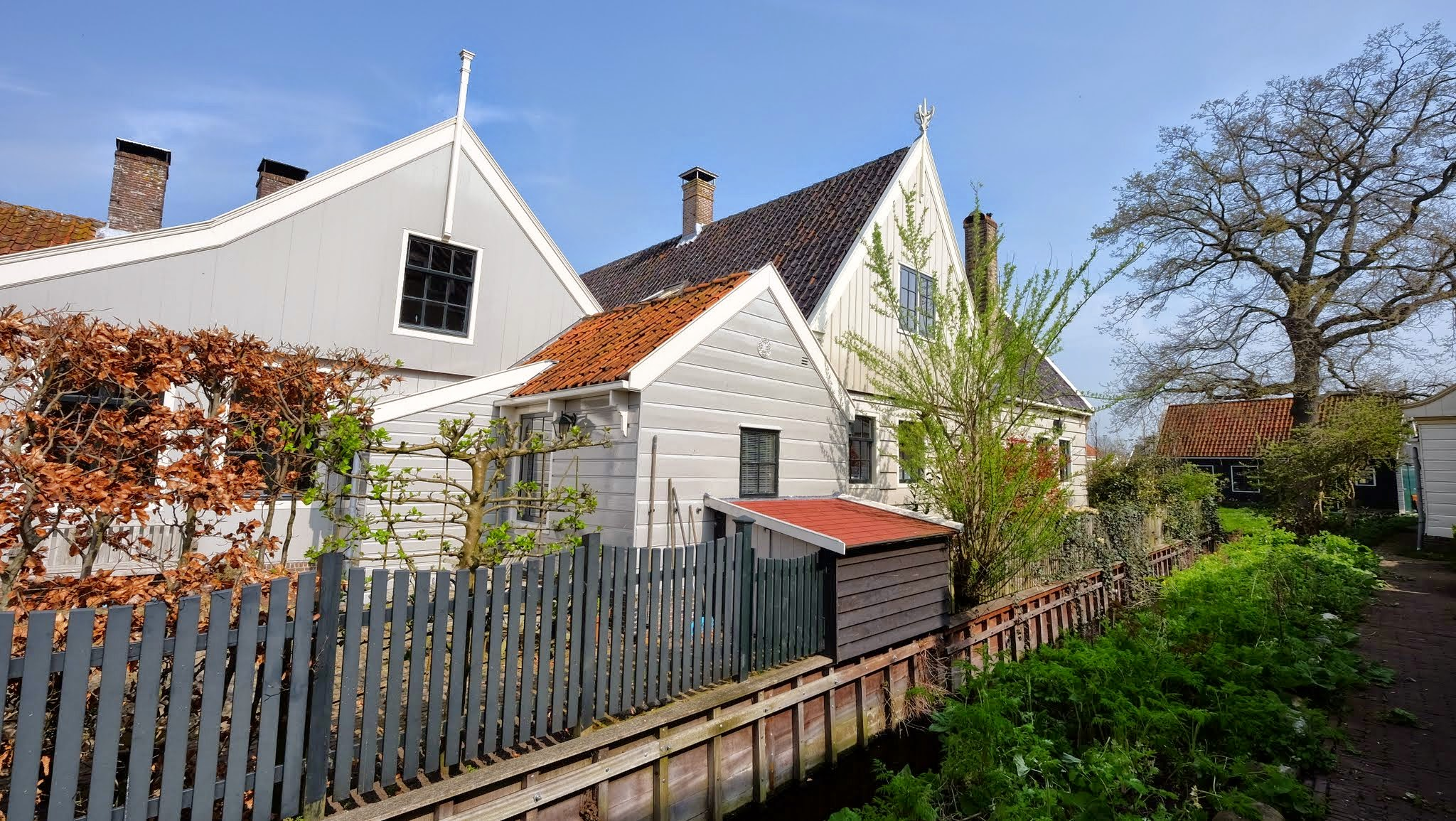